# Gran Premio del Canada 1971
Il Gran Premio del Canada 1971,  XI Player's Grand Prix Canada e decima gara del campionato di Formula 1 del 1971, si è svolto il 19 settembre sul Circuito di Mosport Park ed è stato vinto da Jackie Stewart su Tyrrell-Ford Cosworth.

## Qualifiche
| Pos | No | Pilota               | Costruttore  | Squadra                           | Tempo  | Gap  |
| --- | -- | -------------------- | ------------ | --------------------------------- | ------ | ---- |
| 1   | 11 | Jackie Stewart       | Tyrrell-Ford | Elf Team Tyrrell                  | 1:15.3 |      |
| 2   | 14 | Jo Siffert           | BRM          | Yardley Team BRM                  | 1:15.5 | +0.2 |
| 3   | 12 | François Cevert      | Tyrrell-Ford | Elf Team Tyrrell                  | 1:15.7 | +0.4 |
| 4   | 2  | Emerson Fittipaldi   | Lotus-Ford   | Gold Leaf Team Lotus              | 1:16.1 | +0.8 |
| 5   | 20 | Chris Amon           | Matra        | Equipe Matra Sports               | 1:16.1 | +0.8 |
| 6   | 17 | Ronnie Peterson      | March-Ford   | STP March Racing Team             | 1:16.2 | +0.9 |
| 7   | 3  | Reine Wisell         | Lotus-Ford   | Gold Leaf Team Lotus              | 1:16.3 | +1.0 |
| 8   | 10 | Mark Donohue         | McLaren-Ford | Penske-White Racing               | 1:16.3 | +1.0 |
| 9   | 16 | Howden Ganley        | BRM          | Yardley Team BRM                  | 1:16.3 | +1.0 |
| 10  | 9  | Denny Hulme          | McLaren-Ford | Bruce McLaren Motor Racing        | 1:16.4 | +1.1 |
| 11  | 21 | Jean-Pierre Beltoise | Matra        | Equipe Matra Sports               | 1:16.5 | +1.2 |
| 12  | 4  | Jacky Ickx           | Ferrari      | Scuderia Ferrari SpA SEFAC        | 1:16.5 | +1.2 |
| 13  | 6  | Mario Andretti       | Ferrari      | Scuderia Ferrari SpA SEFAC        | 1:16.9 | +1.6 |
| 14  | 22 | John Surtees         | Surtees-Ford | Brooke Bond Oxo Team Surtees      | 1:17.1 | +1.8 |
| 15  | 37 | Graham Hill          | Brabham-Ford | Motor Racing Developments Ltd     | 1:17.2 | +1.9 |
| 16  | 15 | Peter Gethin         | BRM          | Yardley Team BRM                  | 1:17.2 | +1.9 |
| 17  | 8  | Tim Schenken         | Brabham-Ford | Motor Racing Developments Ltd     | 1:17.4 | +2.1 |
| 18  | 5  | Clay Regazzoni       | Ferrari      | Scuderia Ferrari SpA SEFAC        | 1:17.5 | +2.2 |
| 19  | 31 | Helmut Marko         | BRM          | Yardley Team BRM                  | 1:17.8 | +2.5 |
| 20  | 18 | Nanni Galli          | March-Ford   | STP March Racing Team             | 1:18.2 | +2.9 |
| 21  | 28 | George Eaton         | BRM          | Yardley Team BRM                  | 1:18.4 | +3.1 |
| 22  | 19 | Mike Beuttler        | March-Ford   | STP March Racing Team             | 1:18.5 | +3.2 |
| 23  | 24 | Rolf Stommelen       | Surtees-Ford | Auto Motor Und Sport Team Surtees | 1:18.8 | +3.5 |
| 24  | 33 | Skip Barber          | March-Ford   | Gene Mason Racing                 | 1:19.8 | +4.5 |
| 25  | 26 | Chris Craft          | Brabham-Ford | Ecurie Evergreen                  | 1:20.3 | +5.0 |
| 26  | 35 | Pete Lovely          | Lotus-Ford   | Pete Lovely Volkswagen Inc        | 1:21.1 | +5.8 |
| 27  | 27 | Henri Pescarolo      | March-Ford   | Frank Williams Racing Cars        | 1:21.9 | +6.6 |

## Gara
| Pos | No | Pilota               | Costruttore  | Giri | Tempo/Ritiro        | Pos. Griglia | Punti |
| --- | -- | -------------------- | ------------ | ---- | ------------------- | ------------ | ----- |
| 1   | 11 | Jackie Stewart       | Tyrrell-Ford | 64   | 1:55:13.1           | 1            | 9     |
| 2   | 17 | Ronnie Peterson      | March-Ford   | 64   | + 38.3              | 6            | 6     |
| 3   | 10 | Mark Donohue         | McLaren-Ford | 64   | + 1:35.8            | 8            | 4     |
| 4   | 9  | Denny Hulme          | McLaren-Ford | 63   | + 1 Giro            | 10           | 3     |
| 5   | 3  | Reine Wisell         | Lotus-Ford   | 63   | + 1 Giro            | 7            | 2     |
| 6   | 12 | François Cevert      | Tyrrell-Ford | 62   | + 2 Giri            | 3            | 1     |
| 7   | 2  | Emerson Fittipaldi   | Lotus-Ford   | 62   | + 2 Giri            | 4            |       |
| 8   | 4  | Jacky Ickx           | Ferrari      | 62   | + 2 Giri            | 12           |       |
| 9   | 14 | Jo Siffert           | BRM          | 61   | + 3 Giri            | 2            |       |
| 10  | 20 | Chris Amon           | Matra        | 61   | + 3 Giri            | 5            |       |
| 11  | 22 | John Surtees         | Surtees-Ford | 60   | + 4 Giri            | 14           |       |
| 12  | 31 | Helmut Marko         | BRM          | 60   | + 4 Giri            | 19           |       |
| 13  | 6  | Mario Andretti       | Ferrari      | 60   | + 4 Giri            | 13           |       |
| 14  | 15 | Peter Gethin         | BRM          | 59   | + 5 Giri            | 16           |       |
| 15  | 28 | George Eaton         | BRM          | 59   | + 5 Giri            | 21           |       |
| 16  | 18 | Nanni Galli          | March-Ford   | 57   | + 7 Giri            | 20           |       |
| NC  | 19 | Mike Beuttler        | March-Ford   | 56   | Non classificato    | 22           |       |
| NC  | 35 | Pete Lovely          | Lotus-Ford   | 55   | Non classificato    | 26           |       |
| Rit | 24 | Rolf Stommelen       | Surtees-Ford | 26   | Surriscaldamento    | 23           |       |
| Rit | 21 | Jean-Pierre Beltoise | Matra        | 15   | Incidente           | 11           |       |
| Rit | 33 | Skip Barber          | March-Ford   | 13   | Pressione dell'olio | 24           |       |
| Rit | 5  | Clay Regazzoni       | Ferrari      | 7    | Incidente           | 18           |       |
| Rit | 37 | Graham Hill          | Brabham-Ford | 2    | Incidente           | 15           |       |
| Rit | 8  | Tim Schenken         | Brabham-Ford | 1    | Iniezione           | 17           |       |
| DNS | 16 | Howden Ganley        | BRM          |      | Non Partito         | 9            |       |
| DNS | 26 | Chris Craft          | Brabham-Ford |      | Non Partito         | 25           |       |
| DNS | 27 | Henri Pescarolo      | March-Ford   |      | Non Partito         | 27           |       |

## Statistiche
Piloti
- 18ª vittoria per Jackie Stewart
- 1° e unico podio per Mark Donohue
- 30° podio per Jackie Stewart
- 1º Gran Premio per Chris Craft e Mark Donohue
- Ultimo Gran Premio per George Eaton

Costruttori
- 6° vittoria per la Tyrrell
- 10° podio per la Tyrrell

Motori
- 40° vittoria per il motore Ford Cosworth

Giri al comando
- Jackie Stewart (1-17, 31-64)
- Ronnie Peterson (18-30)

## Classifiche

### Piloti
| Pos. | Pilota               | Punti |
| ---- | -------------------- | ----- |
| 1    | Jackie Stewart       | 60    |
| 2    | Ronnie Peterson      | 29    |
| 3    | Jacky Ickx           | 19    |
| 4    | François Cevert      | 17    |
| 5    | Emerson Fittipaldi   | 16    |
| 6    | Jo Siffert           | 13    |
| 7    | Mario Andretti       | 12    |
| 8    | Clay Regazzoni       | 12    |
| 9    | Peter Gethin         | 9     |
| 10   | Pedro Rodríguez      | 9     |
| 11   | Chris Amon           | 9     |
| 12   | Reine Wisell         | 9     |
| 13   | Denny Hulme          | 9     |
| 14   | Tim Schenken         | 5     |
| 15   | Mark Donohue         | 4     |
| 16   | Henri Pescarolo      | 4     |
| 17   | Mike Hailwood        | 3     |
| 18   | John Surtees         | 3     |
| 19   | Rolf Stommelen       | 3     |
| 20   | Graham Hill          | 2     |
| 21   | Howden Ganley        | 2     |
| 22   | Jean-Pierre Beltoise | 1     |

### Costruttori
| Pos. | Team         | Punti |
| ---- | ------------ | ----- |
| 1    | Tyrrell-Ford | 64    |
| 2    | Ferrari      | 32    |
| 3    | BRM          | 30    |
| 4    | March-Ford   | 30    |
| 5    | Lotus-Ford   | 21    |
| 6    | McLaren-Ford | 10    |
| 7    | Matra        | 9     |
| 8    | Surtees-Ford | 8     |
| 9    | Brabham-Ford | 5     |